# راي فيليبس
راي فيليبس (23 مايو 1954 - ) (بالإنجليزية: Ray Phillips)‏ هو لاعب كريكت أسترالي.

## وصلات خارجية
- راي فيليبس على موقع إي آس بي آن كريك إنفو (الإنجليزية)